# Kamień runiczny z Gummarp

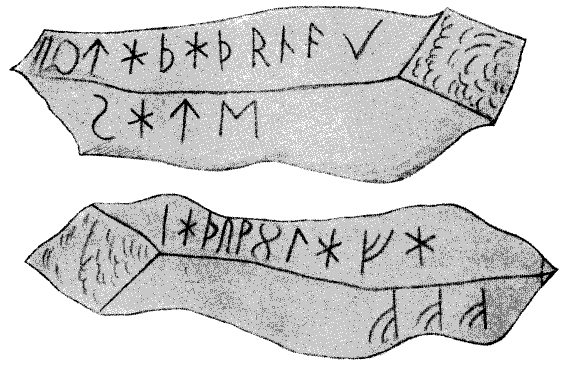
Kamień runiczny z Gummarp

Kamień runiczny z Gummarp (DR 358) – zaginiony kamień runiczny z około 600 roku, pochodzący z Gummarp w szwedzkiej prowincji Blekinge.
Kamień miał około 62 centymetry wysokości i prostokątny kształt. Nie jest znany dokładny surowiec, z którego go wykonano. Pierwotnie znajdował się niedaleko zamku Sölvesborg, po raz pierwszy został opisany około 1627 roku przez Jona Skonviga. W 1652 roku został zabrany do Kopenhagi, gdzie zaginął podczas pożaru miasta w 1728 roku. Dziś znany jest tylko z rycin.
Na kamieniu wyryta była inskrypcja o treści:
hAþuwolAfA
sAte
stAbAþria
fff
co znaczy: „HaþuwolafaR postawił trzy litery fff”. Ostatnie trzy runy mają charakter magiczny, jest to najprawdopodobniej potrojony skrót słowa fehu („bogactwo”).